# Grande Prêmio da Hungria de 2024
O Grande Prêmio da Hungria de 2024 (formalmente denominado Formula 1 Hungarian Grand Prix 2024) foi a décima terceira etapa do Campeonato Mundial de Fórmula 1 de 2024. disputado em 21 de julho de 2024 no Circuito de Hungaroring, em Budapeste, Hungria.

## Resumo
Oscar Piastri venceu a corrida pela McLaren, marcando sua primeira vitória na Fórmula 1 e se tornando o primeiro piloto nascido na década de 2000 a vencer um Grande Prêmio de Fórmula 1. O companheiro de equipe Lando Norris terminou em segundo, marcando a primeira dobradinha da McLaren desde o Grande Prêmio da Itália de 2021.
Lewis Hamilton, da Mercedes, terminou em terceiro, registrando seu 200º pódio na carreira .

## Resultados

### Treino classificatório
| Pos.                | N° | Piloto           | Construtor                 | Qualifying times | Qualifying times | Qualifying times | Final grid |
| Pos.                | N° | Piloto           | Construtor                 | Q1               | Q2               | Q3               | Final grid |
| ------------------- | -- | ---------------- | -------------------------- | ---------------- | ---------------- | ---------------- | ---------- |
| 1                   | 4  | Lando Norris     | McLaren-Mercedes           | 1:17.755         | 1:15.540         | 1:15.227         | 1          |
| 2                   | 81 | Oscar Piastri    | McLaren-Mercedes           | 1:17.504         | 1:15.785         | 1:15.249         | 2          |
| 3                   | 1  | Max Verstappen   | Red Bull Racing-Honda RBPT | 1:17.087         | 1:15.770         | 1:15.273         | 3          |
| 4                   | 55 | Carlos Sainz Jr. | Ferrari                    | 1:17.244         | 1:15.885         | 1:15.696         | 4          |
| 5                   | 44 | Lewis Hamilton   | Mercedes                   | 1:17.087         | 1:16.307         | 1:15.854         | 5          |
| 6                   | 16 | Charles Leclerc  | Ferrari                    | 1:17.437         | 1:15.891         | 1:15.905         | 6          |
| 7                   | 14 | Fernando Alonso  | Aston Martin-Mercedes      | 1:17.624         | 1:16.117         | 1:16.043         | 7          |
| 8                   | 18 | Lance Stroll     | Aston Martin-Mercedes      | 1:17.405         | 1:16.075         | 1:16.244         | 8          |
| 9                   | 3  | Daniel Ricciardo | RB-Honda RBPT              | 1:17.050         | 1:16.202         | 1:16.447         | 9          |
| 10                  | 22 | Yuki Tsunoda     | RB-Honda RBPT              | 1:17.436         | 1:16.121         | 1:16.477         | 10         |
| 11                  | 27 | Nico Hülkenberg  | Haas-Ferrari               | 1:17.362         | 1:16.317         | N/A              | 11         |
| 12                  | 77 | Valtteri Bottas  | Kick Sauber-Ferrari        | 1:17.487         | 1:16.384         | N/A              | 12         |
| 13                  | 23 | Alexander Albon  | Williams-Mercedes          | 1:17.280         | 1:16.429         | N/A              | 13         |
| 14                  | 2  | Logan Sargeant   | Williams-Mercedes          | 1:17.770         | 1:16.543         | N/A              | 14         |
| 15                  | 20 | Kevin Magnussen  | Haas-Ferrari               | 1:17.851         | 1:16.548         | N/A              | 15         |
| 16                  | 11 | Sergio Pérez     | Red Bull Racing-Honda RBPT | 1:17.886         | N/A              | N/A              | 16         |
| 17                  | 63 | George Russell   | Mercedes                   | 1:17.968         | N/A              | N/A              | 17         |
| 18                  | 24 | Zhou Guanyu      | Kick Sauber-Ferrari        | 1:18.037         | N/A              | N/A              | 18         |
| 19                  | 31 | Esteban Ocon     | Alpine-Renault             | 1:18.049         | N/A              | N/A              | 19         |
| 20                  | 10 | Pierre Gasly     | Alpine-Renault             | 1:18.166         | N/A              | N/A              | PL         |
| 107% time: 1:22.443 |    |                  |                            |                  |                  |                  |            |
| Fontes:             |    |                  |                            |                  |                  |                  |            |

### Corrida
Pierre Gasly teve mudanças feitas em sua unidade de potência no parque fechado, tendo uma largada pelo pit lane que não afetou sua posição de qualificação de 20º. No entanto, ele então se retirou da corrida devido a uma suspeita de vazamento hidráulico. 
A maioria dos carros começou com pneus médios, com alguns outros optando por pneus duros ou macios. O pole position Lando Norris inicialmente perdeu a posição para outros 2 pilotos, sendo estes o companheiro de equipe Oscar Piastri, que liderou a corrida, e o líder do campeonato Max Verstappen, mas este último saiu da pista e teve que devolver a posição para Norris. Ele obedeceu instruções da eiquipe e permitiu a ultrapassagem na volta 4, para não receber uma penalidade. Com seu companheiro de equipe liderando, Norris foi informado de que brigaria com Verstappen. A janela do pit foi aberta na volta 17, e todos foram para suas paradas programadas, dando brevemente a Charles Leclerc a liderança antes de ele fazer sua parada. Sergio Pérez, que terminou a qualificação mais cedo após danificar seu carro, conseguiu se recuperar para os pontos, terminando em sétimo. 
Lewis Hamilton logo se viu envolvido em uma batalha com Verstappen, que acabou sendo prejudicado por Hamilton e Leclerc. Verstappen, que estava cada vez mais frustrado durante a corrida, criticou a estratégia da equipe e o ritmo pelo rádio da equipe. Verstappen logo alcançou Hamilton e foi submetido a fortes defesas do piloto da Mercedes. Um divebomb de Verstappen acabaria por relar na Mercedes de Hamilton e indo ao ar, levando a uma investigação dos comissários. Nenhuma outra ação foi tomada pelos comissários. 
Norris foi o primeiro a ir aos boxes para colocar pneus médios em uma tentativa de cobrir o risco potencial de ser ultrapassado por Hamilton; logo depois, Piastri, líder da corrida, entrou para colocar pneus médios. Essa estratégia de box causou alguma controvérsia, já que as equipes tendem a colocar seus carros líderes primeiro. Durante os estágios finais da corrida, a McLaren insistiu que Norris, que foi colocado na liderança da corrida, trocasse de posição com Piastri, invocando assim as ordens da equipe . Norris diminuiu a velocidade na reta de largada e chegada na volta 68, dando a Piastri a liderança e a eventual vitória da primeira corrida. Hamilton completou o pódio, registrando seu 200º pódio na carreira, e esta foi a primeira finalização de prova (dobradinha) 1–2 da McLaren desde o Grande Prêmio da Itália de 2021.
George Russell anotou um ponto extra por ter feito a volta mais rápida da prova.
| Pos.                                                               | N° | Piloto           | Construtor                 | Laps | Tempo/Retirada | Grid | Pontos |
| ------------------------------------------------------------------ | -- | ---------------- | -------------------------- | ---- | -------------- | ---- | ------ |
| 1                                                                  | 81 | Oscar Piastri    | McLaren-Mercedes           | 70   | 1:38:01.989    | 2    | 25     |
| 2                                                                  | 4  | Lando Norris     | McLaren-Mercedes           | 70   | +2.141         | 1    | 18     |
| 3                                                                  | 44 | Lewis Hamilton   | Mercedes                   | 70   | +14.880        | 5    | 15     |
| 4                                                                  | 16 | Charles Leclerc  | Ferrari                    | 70   | +19.686        | 6    | 12     |
| 5                                                                  | 1  | Max Verstappen   | Red Bull Racing-Honda RBPT | 70   | +21.349        | 3    | 10     |
| 6                                                                  | 55 | Carlos Sainz Jr. | Ferrari                    | 70   | +23.073        | 4    | 8      |
| 7                                                                  | 11 | Sergio Pérez     | Red Bull Racing-Honda RBPT | 70   | +39.792        | 16   | 6      |
| 8                                                                  | 63 | George Russell   | Mercedes                   | 70   | +42.368        | 17   | 5      |
| 9                                                                  | 22 | Yuki Tsunoda     | RB-Honda RBPT              | 70   | +1:17.259      | 10   | 2      |
| 10                                                                 | 18 | Lance Stroll     | Aston Martin-Mercedes      | 70   | +1:17.976      | 8    | 1      |
| 11                                                                 | 14 | Fernando Alonso  | Aston Martin-Mercedes      | 70   | +1:22.460      | 7    |        |
| 12                                                                 | 3  | Daniel Ricciardo | RB-Honda RBPT              | 69   | +1 lap         | 9    |        |
| 13                                                                 | 27 | Nico Hülkenberg  | Haas-Ferrari               | 69   | +1 lap         | 11   |        |
| 14                                                                 | 23 | Alexander Albon  | Williams-Mercedes          | 69   | +1 lap         | 13   |        |
| 15                                                                 | 20 | Kevin Magnussen  | Haas-Ferrari               | 69   | +1 lap         | 15   |        |
| 16                                                                 | 77 | Valtteri Bottas  | Kick Sauber-Ferrari        | 69   | +1 lap         | 12   |        |
| 17                                                                 | 2  | Logan Sargeant   | Williams-Mercedes          | 69   | +1 lap         | 14   |        |
| 18                                                                 | 31 | Esteban Ocon     | Alpine-Renault             | 69   | +1 lap         | 19   |        |
| 19                                                                 | 24 | Zhou Guanyu      | Kick Sauber-Ferrari        | 69   | +1 lap         | 18   |        |
| Ret                                                                | 10 | Pierre Gasly     | Alpine-Renault             | 33   | Hidráulica     | PL   |        |
| Volta Mais Rápida: George Russell (Mercedes) – 1:20.305 (volta 55) |    |                  |                            |      |                |      |        |
| Fontes:                                                            |    |                  |                            |      |                |      |        |

## Tabela do campeonato após a corrida
|        | Pos. | Piloto           | Pontos |
| ------ | ---- | ---------------- | ------ |
|        | 1    | Max Verstappen   | 265    |
|        | 2    | Lando Norris     | 189    |
|        | 3    | Charles Leclerc  | 162    |
|        | 4    | Carlos Sainz Jr. | 154    |
|        | 5    | Oscar Piastri    | 149    |
| Fonte: |      |                  |        |

|        | Pos. | Construtor                 | Pontos |
| ------ | ---- | -------------------------- | ------ |
|        | 1    | Red Bull Racing-Honda RBPT | 389    |
| 1      | 2    | McLaren-Mercedes           | 338    |
| 1      | 3    | Ferrari                    | 322    |
|        | 4    | Mercedes                   | 241    |
|        | 5    | Aston Martin-Mercedes      | 69     |
| Fonte: |      |                            |        |

- Nota: Apenas as cinco primeiras posições estão incluídas em ambos os conjuntos de classificação.